# Monte Saint Catherine
Monte Saint Catherine o Monte Santa Catalina (en inglés: Mount Saint Catherine) es un estratovolcán y la montaña más alta de la isla caribeña y nación de Granada. Se encuentra ubicado en St. Mark's, Victoria. Es el más joven de los cinco volcanes que forman la isla. El volcán tiene un cráter en forma de herradura abierta hacia el este, con varios domos de lava en su interior. Hay dos caminos para la parte superior, ambos difíciles. El camino más mantenido esta por el lado oriental, en las afueras de Grenville. Los recorridos desde Victoria también están disponibles, así como guías a la cascada Tufton Hall, la cascada más grande en la isla, a medio camino entre Victoria y Santa Catalina.